# Cantó de Sartrouville
El cantó de Sartrouville és un cantó francès del departament d'Yvelines, situat al districte de Saint-Germain-en-Laye. Des del 2015 té 3 municipis i la seu és Sartrouville.

## Municipis
- Maisons-Laffitte
- Le Mesnil-le-Roi
- Sartrouville

## Història
| Data d'elecció                           | Identitat          | Partit                         | Qualitat |
| ---------------------------------------- | ------------------ | ------------------------------ | -------- |
| 1967-1973                                | Auguste Chrétienne | PCF                            |          |
| 1973-1985                                | François Hilsum    | PCF                            |          |
| 1985-1998                                | Laurent Wetzel     | UDF-CDS, després divers droite |          |
| 1998-                                    | Pierre Fond        | RPR, després UMP               |          |
| les dades anteriors no són pas conegudes |                    |                                |          |
|                                          |                    |                                |          |